# Bohater liryczny
Bohater liryczny – fikcyjna postać w utworze lirycznym, różna od osoby podmiotu lirycznego (z wyjątkiem liryki maski i roli, w której następuje utożsamienie podmiotu i bohatera, jak np. w wierszu Urszula Kochanowska Leśmiana).
O bohaterze lirycznym mówi się zwykle w trzeciej osobie (on), w liryce zwrotu do adresata jest to ty, do którego podmiot kieruje swój monolog.